# フォーシーズンズ・ホテル・バンコク
座標: 北緯13度44分27.4秒 東経100度32分24.7秒 / 北緯13.740944度 東経100.540194度
フォーシーズンズ・ホテル・バンコク(Four Seasons Hotel Bangkok)は、タイの首都であるバンコク・パトゥムワン区にある最高級ホテル。運営はフォーシーズンズ・ホテルズ・アンド・リゾーツ。

## 特徴
バンコクの中心部に建つホテル。1983年に「ザ・リージェント・バンコク」として開業したが、1997年に「ザ・リージェント」のブランドをカールソン・ホテルズ・ワールドワイド（現：カールソン・レジドール・ホテルズ）に売却したことに伴い、2003年に現名称に変更した。運営会社は開業当時から変わっていない。
ホテルから徒歩約2分でバンコク・スカイトレインのラーチャダムリ駅(ราชดำริ)に行くことができるため、街歩きなどに便利である。
ロビーの天井はタイシルクの天井画である。
客室は広く、一番下のグレードであるスーペリアで約40平方メートルあり、全室ともにシャワーとバスタブが独立している。客室数は340室。
カバナルームは全室が様々な熱帯の植物に囲まれたコテージスタイルで、部屋から直接プールに行くことができる。都会にいながらリゾート気分を満喫できる。
ホテル - スワンナプーム空港間の送迎などで高級車であるメルセデス・ベンツのセダンを利用することも可能である。16台所有してある。
2013年1月に安倍晋三と昭恵が宿泊している。
2015年3月から、アナンタラ・サイアム・バンコク・ホテルへ改称した。

## 設備
- マディソン (Madison) - ステーキ
- しんたろう (Shintaro) - 日本料理
- ビスコッチ (Biscotti) - イタリア料理
- スパイス マーケット (Spice Market) - タイ料理
- アクア (Aqua) - 軽食
- ザ・ロビー (The Lobby) - アフタヌーンティー、カクテル、各国料理
- ザ・テラス (The terrace) - 地中海料理、タイ料理、サンドイッチ
- ザ・スパ (The Spa by MSpa) - スパ
- プール：屋外に1か所

など